# Мераб Бердзенишвили
Мераб Бердзенишвили (груз. მერაბ ბერძენიშვილი; Тбилиси, 10. јун 1929 — Истанбул, 17. септембар 2016) био је грузијски вајар и умјетник.
Добитник је више награда током своје каријере, укључујући награду Народни умјетник Совјетског Савеза (1987). Године 1995. добио је Државну награду Грузије за споменик бици на Дидгорију.
Године 2009, једно од његових највећих дјела, спомен-комплекс грузијским црвеноармејцима учесницима у Другом свјетском рату, срушен је да би се ослободио простор за зграду грузијског парламента у Кутаисију. Током рушења, погинуле су мајка и њена осмогодишња ћерка. Наредне године, сличан спомен-комплекс грузијским црвеноармејцима откривен је у Москви.